# Azúcar reductor

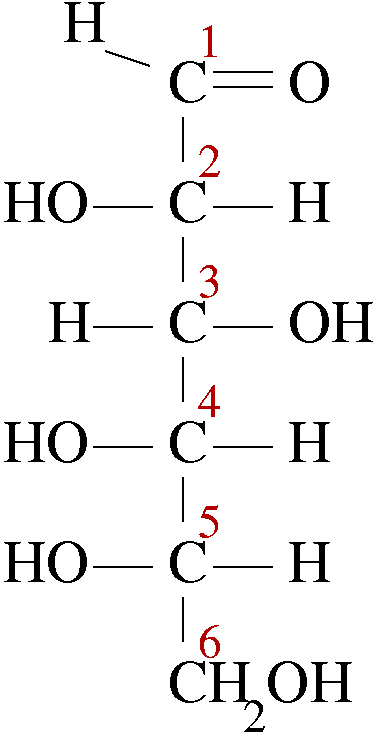
Azúcar reductor.

Los azúcares reductores son aquellos azúcares que poseen su grupo carbonilo (grupo funcional) del carbono anomérico intacto, y que a través del mismo pueden reaccionar como reductores con otras moléculas que actuarán como oxidantes. Esta propiedad permite determinar la concentración de una disolución de azúcar midiendo la cantidad de agente oxidante que es reducido, como ocurre en la determinación del contenido de glucosa en muestras de sangre u orina para detectar la diabetes mellitus.

## Análisis químico
Para la determinación de azúcares reductores se suelen utilizar los siguientes reactivos:
1. La solución de Fehling, que contiene un complejo de ion cúprico y ácido tartárico, oxida los aldehídos a una sal de ácido carboxílico formándose un precipitado de óxido cuproso (color rojo).
2. La solución de Benedict, complejo de ion cúprico y ácido cítrico, reacciona de un modo similar.
3. El reactivo de Tollens, preparado haciendo reaccionar una solución de nitrato de plata con hidróxido amónico, reacciona oxidando a los aldehídos a sales de ácidos carboxílicos, pero no a las cetonas, y formando un espejo de plata. Los espejos de plata se fabrican por un proceso semejante.
4. El reactivo de Schiff (incoloro), obtenido al tratar la fucsina (de color magenta) con ácido sulfuroso, reacciona con los aldehídos y reaparece el color magenta.

Estos ensayos químicos son positivos para los aldehidos y negativos para las cetonas.
En los análisis clínicos para determinar azúcares en sangre y orina se emplean las soluciones de Fehling y Benedict.
Los azúcares reductores provocan la alteración de las proteínas mediante la reacción de glucosilación no enzimática también denominada reacción de Maillard o glicación. Esta reacción se produce en varias etapas: las iniciales son reversibles y se completan en tiempos relativamente cortos, mientras que las posteriores transcurren más lentamente y son irreversibles. Se postula que tanto las etapas iniciales como las finales de la glucosilación están implicadas en los procesos de envejecimiento celular y en el desarrollo de las complicaciones crónicas de la diabetes.
La reactividad de los distintos azúcares está dada por la disponibilidad de su grupo carbonilo. Se sabe que la forma abierta o extendida de los azúcares no es muy estable, a tal punto que, por ejemplo, en la glucosa representa sólo el 0,002 %. Las moléculas de azúcar consiguen estabilizarse a través de un equilibrio entre dicha forma abierta y por lo menos dos formas cerradas (anómeros cíclicos) en las que el grupo carbonilo ha desaparecido. En 1953, el grupo de Aaron Katchalsky, en el entonces recientemente creado Instituto Weizmann de Israel, demostró que existe una correlación entre la velocidad de la reacción de glicación y la proporción de la forma abierta de cada azúcar (Katchalsky & Sharon, 1953).
De hecho, los azúcares fosfato, que son azúcares reductores de gran importancia en el interior celular, poseen mayor capacidad glucosilante que la glucosa dada su mayor proporción de forma carbonílica (abierta). La sacarosa es un disacárido que no posee carbonos anoméricos libres por lo que carece de poder reductor y la reacción con el licor de Fehling es negativa.

## Monosacáridos reductores
Los monosacáridos pueden reducir diversos agentes oxidantes, como el ion cúprico (Cu2+), el peróxido de hidrógeno (agua oxigenada), y el ferricianuro.
La glucosa es el azúcar reductor más abundante en el organismo. Su concentración en la sangre está sometida a un cuidadoso mecanismo de regulación en individuos sanos y, en personas que padecen diabetes, aumenta sustancialmente. Esto lleva a que éste sea el azúcar reductor generalmente considerado en las reacciones de glucosilación no enzimática de interés biológico. Sin embargo, cualquier azúcar que posea un grupo carbonilo libre puede reaccionar con los grupos amino primarios de las proteínas para formar bases de Schiff.

## Disacáridos
Los disacáridos más comunes en los seres vivos, como la maltosa, la lactosa o la celobiosa, son todos azúcares reductores (excepto la sacarosa), ya que al menos tienen un -OH hemiacetálico libre (grupo -OH adyacente al enlace del oxígeno), por lo que dan positivo a la reacción con reactivo de Fehling, a la reacción con reactivo de Tollens, a la Reacción de Maillard y la Reacción de Benedict. Otras formas de decir que son reductores es decir que presentan equilibrio con la forma abierta, presentan mutarrotación (cambio espontáneo entre las dos formas cicladas (alfa) y β (beta)), o decir que forma osazonas.
La sacarosa, por el contrario, al no contener ningún átomo de carbono anomérico libre al estar ambos implicados en el enlace α (1->2), no funciona como azúcar reductor. Debido a ello, la sacarosa está protegida de la oxidación, lo que presenta ventajas sobre la glucosa a la hora de funcionar como principal forma de transporte del azúcar sintetizado en las hojas. No debe ser confundida con la maltosa ya que el resto de monosacáridos no son reductores. por los sistemas vasculares vegetales (floema), como ocurre en muchas plantas.